# 알이클라스
수라의 112번째 장인 알이클라스는 하나님의 영원함, 유일함, 우상숭배의 어리석음, 이슬람 유일신 사상(똬히드)의 "삼위일체의 부정"을 담고 있다.
112:0 비스밀라히르-라흐마니르-라힘
112:1 일러가로되, 하나님은 단 한 분이시고
112:2 하나님은 영원하시며(영원한 피난처이시며)
112:3 성자(聖子)와 성부(聖父)도 두지 않으셨으며(자식을 낳거나 부모로부터 태어나지도 않으셨으며)
112:4 하나님과 대등한 것 세상에 없노라.

## 같이 보기
- 알 팔라끄
- 안나쓰

| 이 전 알마사드 | 수라 112 (아랍어 원문) | 다 음 알 팔라끄 |
| 1 2 3 4 5 6 7 8 9 10 11 12 13 14 15 16 17 18 19 20 21 22 23 24 25 26 27 28 29 30 31 32 33 34 35 36 37 38 39 40 41 42 43 44 45 46 47 48 49 50 51 52 53 54 55 56 57 58 59 60 61 62 63 64 65 66 67 68 69 70 71 72 73 74 75 76 77 78 79 80 81 82 83 84 85 86 87 88 89 90 91 92 93 94 95 96 97 98 99 100 101 102 103 104 105 106 107 108 109 110 111 112 113 114 |                        |                 |